# Max Greve

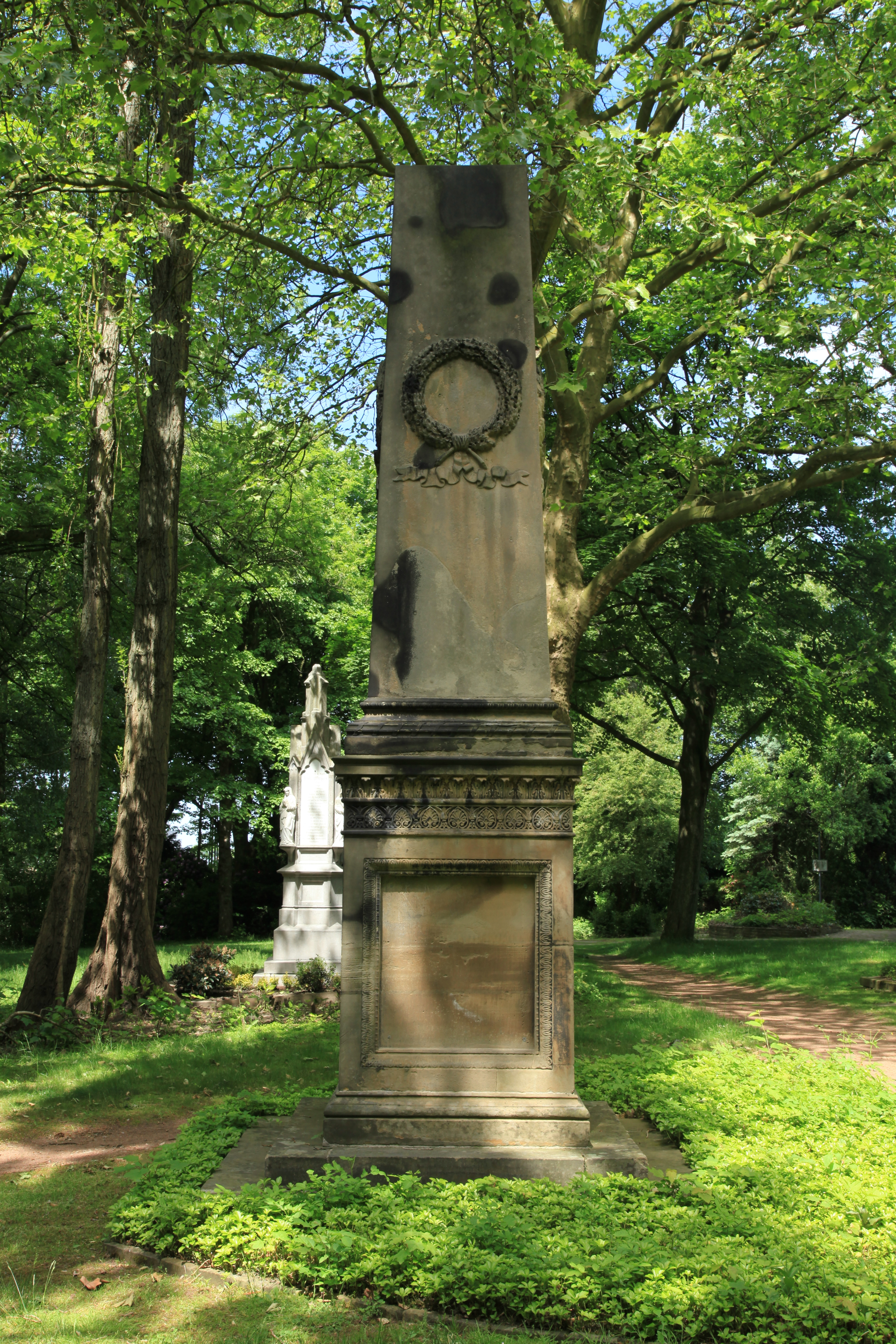
Grabmal Greves im Kortumpark (Baudenkmal Nr. A 658)

Max Greve (* 9. August 1815 in Castrop; † 12. Juli 1873 in Bochum; vollständiger Name: Adolf Theodor Karl Maximilian Greve) war ein deutscher Verwaltungsjurist. Von 1843 bis 1873 amtierte er als Bürgermeister der Stadt Bochum.

## Leben
Er war der Sohn eines Kaufmanns. Nach dem Abitur 1835 am Paulinum in Münster studierte Greve Rechtswissenschaften an der Rheinischen Friedrich-Wilhelms-Universität in Bonn von Oktober 1835 bis zum Abschluss im August 1838. Er arbeitete danach in Castrop als Oberlandesgerichts-Referendar.
Als die Kreisstadt Bochum 1842 die „Revidierte Städteordnung“ einführte, schrieb sie eine Bürgermeisterstelle aus. Greve wurde von der Sitzung der Stadtverordneten am 30. Dezember 1842 gewählt. Er setzte sich gegen den bisherigen Amtsinhaber Heinrich von Lüdemann und den Bochumer Gerichtssekretär Franz von Lothum durch. Damit er aufgrund des Wahlrechtes gewählt werden konnte, hatte er noch Grundbesitz in Bochum erworben. Aufgrund diverser Formalia wurde er erst am 14. Mai 1843 in sein Amt eingeführt. Bis zu seinem Tod wurde Greve zweimal wiedergewählt. Er war zu seiner Zeit das einzige besoldete Magistratsmitglied. Greve begleitete den Wandel der Stadt vom Ackerbürgerstädtchen zum Industriestandort. Nachdem 1856 auf Greves treibende Kraft durch königlichen Erlass die Handelskammer Bochum gegründet wurde, amtierte er zwischen 1857 und 1872 als deren erster Kammersekretär. In seine Amtszeit als Bürgermeister fiel unter anderem der erste Eisenbahnanschluss im Jahr 1860 und der explosionsartige Anstieg der Bevölkerung. Allein von Herbst 1866 bis Herbst 1873 verdoppelte sich die Einwohnerzahl von 12.508 Einwohner auf 25.174 Einwohner.  Er hatte in den 30 Jahren seiner Amtszeit die Erweiterung der Infrastruktur maßgeblich mitgeprägt.
Greve war zweimal verheiratet. 1846 heiratete Greve Henriette Theresia Catharina Baumann aus Dorsten. Im folgenden Jahr wurde eine Tochter geboren. Als die Tochter kaum ein Jahr alt geworden war, starb die Mutter 1848. Zum zweiten Mal heiratete er 1852 Julia Lucia von Stockhausen, Tochter des Rittergutbesitzers Franz Florens von Stockhausen (1780–1852) auf Gut Stockhausen bei Meschede. Aus der Ehe gingen vier Söhne und eine Tochter hervor. Einer der Söhne war Julius Greve, der als Ingenieur einer der Initiatoren des Vereins zur Kanalisierung der Ruhr war und die ersten Entwürfe für ein Wasserkeilhebewerk fertigte. 
Das Register der Propsteikirche St. Peter und Paul verzeichnet Typhus als Todesursache. Am alten Friedhof an der Wittener Straße, dem heutigen Kortumpark, befindet sich heute noch sein Ehrengrabmal. Die Industrie- und Handelskammer Mittleres Ruhrgebiet in Bochum benannte den Preis für den besten Auszubildenden eines Jahrgangs nach ihm.